# زوغرافو
زوغرافو : (باليونانية: Ζωγράφου)، (بالإنجليزية: Zografou) مدينة يونانية، وضاحية من ضواحي أثينا الكبرى الشرقية.

## الموقع والسكان
تبعد زوغرافو 5 كيلومترات عن مركز أثينا، على السفح الغربي لجبل هيميتوس، ويبلغ عدد سكان البلدية حوالي 76 ألف نسمة.

## التاريخ
تاريخياً كانت المنطقة التي تقوم عليها مدينة زوغرافو عبارة عن مزارع مختلطة وغابات صنوبر على سفح جبل هيميتوس، ولكن المد العمراني لأثينا في منتصف القرن الماضي اكتسح هذه الطبيعة. حالياً يوجد جزء من هذه الغابات في الأقسام الجنوبية من البلدية حيث تشكل جزءاً من حرم جامعة أثينا.

## المعالم الأساسية
أهم ما يميز زوغرافو هو طبيعتها التلية المرتفعة ضمن جبل هيميتوس، وأيضاً وجود حرم جامعة أثينا فيها.

## معرض صور

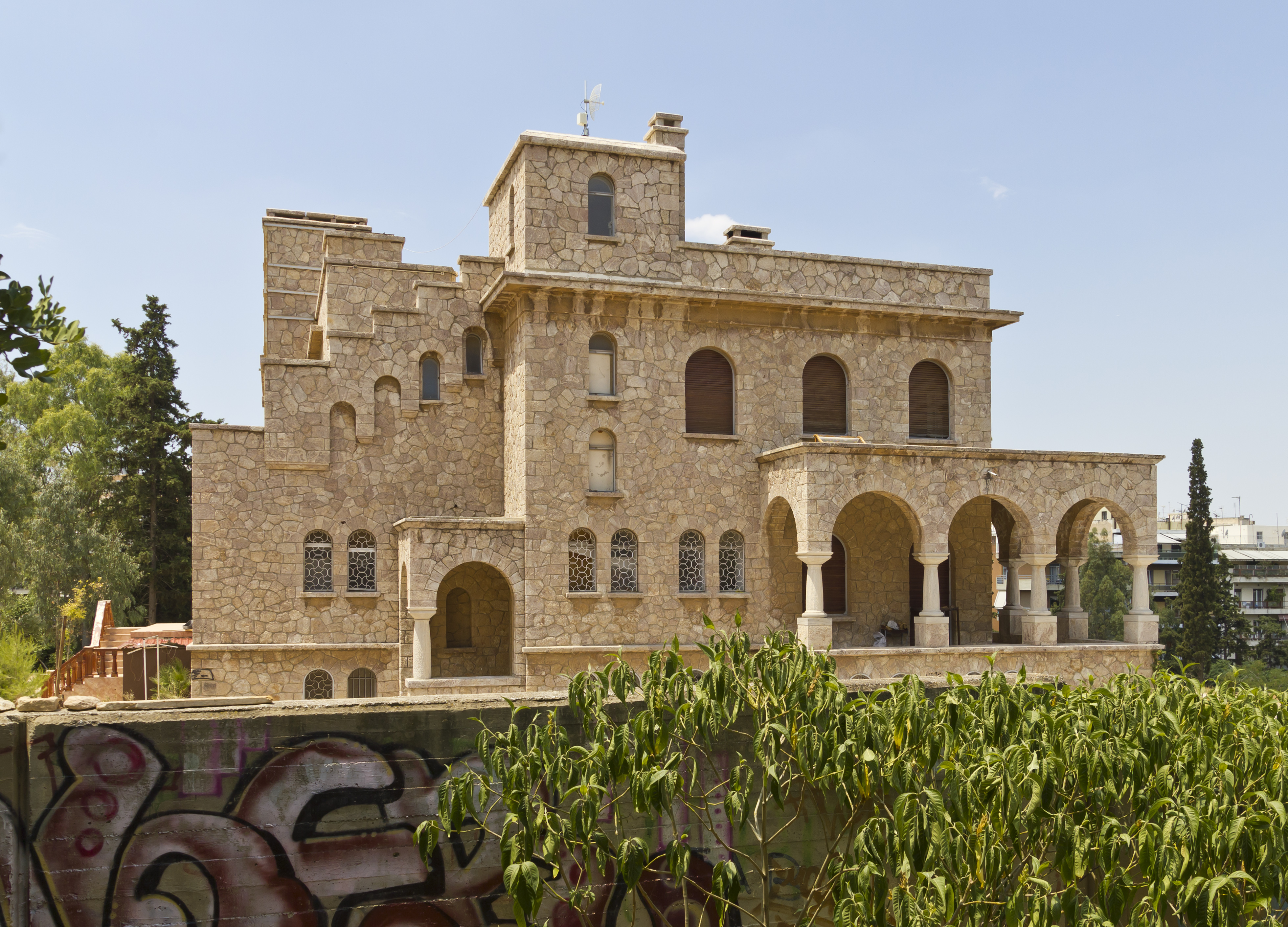
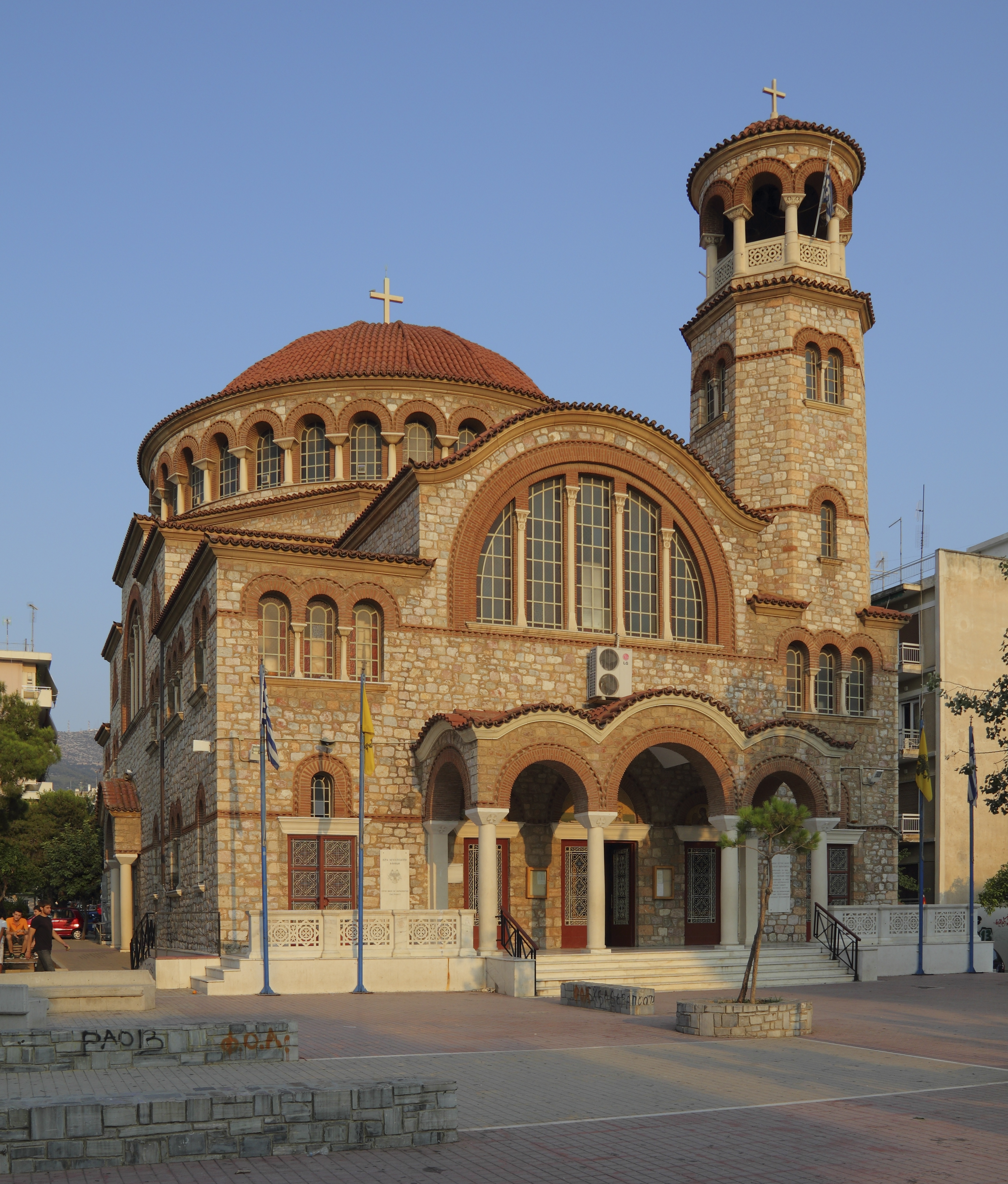
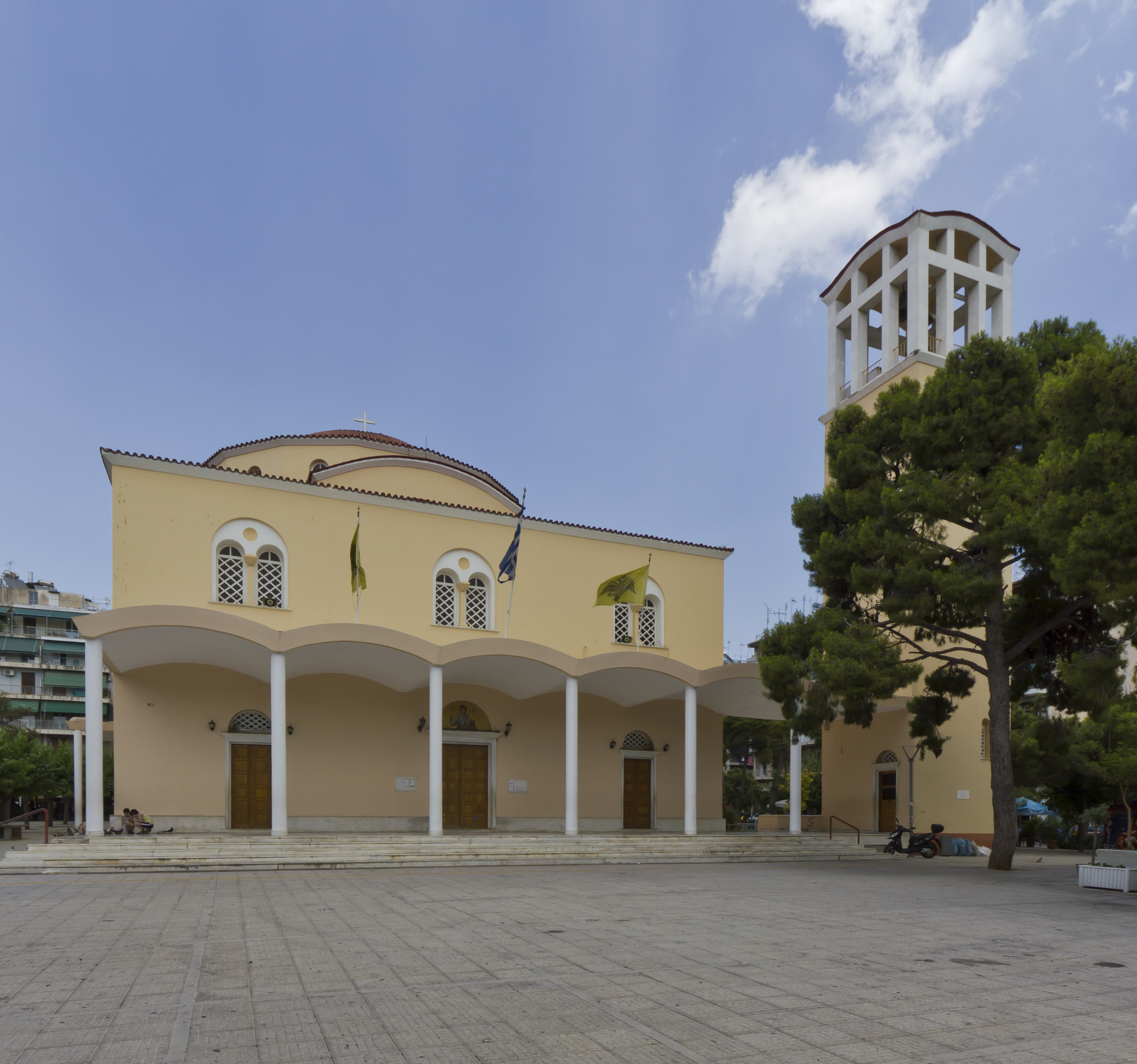